# Casa de Sebastiana de Sousa Queirós
A Casa de Dona Sebastiana de Sousa Queirós é um edifício localizado na Avenida Angélica, número 626, no bairro Santa Cecília. Foi construído pelo Escritório Técnico de Ramos de Azevedo, em 1910, para abrigar a residência de Sebastiana de Sousa Queirós, neta do barão de Limeira, Vicente de Sousa Queiróz (1826-1905). O casarão é um exemplar da arquitetura paulista do período republicano, levando na sua fachada diversos estilos arquitetônicos e características que remetem ao ecletismo, com influência do art nouveau. Em 2010, tornou-se a sede da Superintendência do Instituto do Patrimônio Histórico e Artístico Nacional (Iphan) em São Paulo.

## Família de Sousa Queirós

Sebastiana era prima da proprietária rural Maria Angélica de Sousa Queirós, que deu o nome à Avenida Angélica, em São Paulo

A primeira moradora e quem deu nome ao casarão, Sebastiana de Sousa Queirós, era filha única de Maria Flora de Barros e do Doutor Fernão de Sousa Queiróz - um dos herdeiros de Francisca de Paula Sousa Queiróz e do grande cafeicultor e político da época, Luís Vicente de Sousa Queirós, o barão de Limeira, que foi vereador da Câmara Municipal de São Paulo.
A atuação política do barão de Limeira na província de São Paulo começou no reinado de Dom Pedro II. Em conjunto com outras áreas pertencentes às tradicionais famílias paulistas, muitas de suas propriedades deram origem a bairros e adjacências da cidade do sudeste do país. Um de seus terrenos estava localizado no distrito de Santa Cecília, que, hoje, consiste nos bairros de Campos Elíseos, Santa Cecília e Várzea da Barra Funda. Em 1905, a baronesa de Limeira morre, deixando um terreno nos Campos Elíseos para sua neta, Sebastiana de Sousa Queirós. Em maio do ano seguinte, Dona Sebastiana de Sousa Queirós vendeu à Fazenda do Estado de São Paulo o terreno de 5.430 m² situado entre a Alameda Nothmann, a Rua Apa, a Rua de São João (atual Av. São João) e a Rua Vitorino Carmilo. O terreno virou propriedade do Departamento de Águas e Esgotos de São Paulo.
Cinco anos depois, em 1910, foi construído a residência para Dona Sebastiana na Avenida Angélica, que, inclusive, carrega como homenagem o nome de sua prima, a proprietária rural, Maria Angélica de Sousa Queirós.
O palacete de Maria Angélica de Sousa Queirós ficava localizada entre a Baronesa de Itu e Alameda Barros, na esquina da segunda com a avenida Angélica - hoje a construção não existe mais. A maioria dos pedidos de obra para esse quarteirão começou em meados da década de 1910, e grande parte dessa terra foi concedida a seus parentes, incluindo a prima Sebastiana de Sousa Queirós. Tornando, assim, o lugar em uma espécie de congregação de sua família.
Tanto a residência de Angélica como o casarão de Sebastiana que, hoje, é sede do Iphan-SP, faziam parte de dois mundos dentro do bairro. As terras da proprietária rural e de seus parentes representavam uma ocupação elitizada e rarefeita. Ao lado, estava localizado uma grande ocupação de casas medianas e operárias das terras do magistrado, jornalista e político brasileiro, Domingos José Nogueira Jaguaribe.

## A Casa
Os edifícios que integram o conjunto arquitetônico da “Casa de Dona Sebastiana de Sousa Queirós” são o edifício principal e a edícula. O responsável pelo projeto foi o Escritório Ramos de Azevedo, que carregava no seu currículo obras importantes como o Theatro Municipal de São Paulo (na atual Praça Ramos de Azevedo, 1903-1911), Mercado Municipal de São Paulo (Rua da Cantareira, 1922-1933), o Palácio das Indústrias (Parque Dom Pedro II, 1911-1924), Escola Estadual Caetano de Campos (Praça da República, 1892-1894) e o Liceu de Artes e Ofícios, atual Pinacoteca (Jardim da Luz, 1897-1900).[carece de fontes?]
O negócio era liderado pelo engenheiro Ramos de Azevedo, formado em Gand, na Bélgica, trazendo da Europa fundamentos técnicos de higiene e conforto ambiental que não eram do conhecimento dos profissionais de São Paulo. O escritório, então, ganha reconhecimento, da elite cafeeira brasileira, ao conseguir atuar no contexto de uma cidade saindo da posição de sítio colonial para torna-se um centro de comércio e serviços, durante um crescimento do Estado por consequência do sucesso economia gerada do café.[carece de fontes?]
O engenheiro-arquiteto, ao lado de Victor Dubugras, foi um dos principais nomes da arquitetura eclética em São Paulo. O ecletismo baseava-se na junção de diferentes estilos arquitetônicos históricos, como o grego, o romano, o gótico, o renascentista e o barroco. No Brasil, durante a transição para o século XX, foi a corrente dominante na arquitetura e nos planos de reurbanização das metrópoles. Grandes cidades como Rio de Janeiro e São Paulo usaram o movimento eclético para modernizar suas edificações, de acordo com os princípios de patriotismo.

Na faixada do casarão de Dona Sebastiana de Sousa Queirós, Ramos de Azevedo traz características do ecletismo, com influência do Art nouveau, ou arte nova, que tinha como característica projetos convencionais com pequenos detalhes decorativos inspirados no estilo floreal, com apreço à natureza, desprendendo-se de ornatos e valorizando a funcionalidade. Assim, esse movimento artístico revaloriza a beleza, deixando-a ao alcance de todos, pela ligação estreita entre arte e indústria. 

Desde 2010, o casarão construído para a neta do Barão de Limeira, Dona Sebastiana de Sousa Queirós, abriga a superintendência paulista do Iphan (Instituto do Patrimônio Histórico e Artístico Nacional)

De início, a casa possuía duas entradas, usadas para segregar patrões e convidados dos empregados. Essa divisão era muito presente na dinâmica da elite cafeeira nas cidades. Para ela, a rua era somente uma ponte entre os espaços públicos, semipúblicos e privados. Dentro dos casarões também existia essa ideia de repartição, com muitos cômodos para atender a demanda de atividades dos moradores. A parte interna da Casa de Dona Sebastiana de Sousa Queiros foi dividida, originalmente, em ambientes de acordo com suas afinidades funcionais: no embasamento os serviços, no pavimento térreo os salões de recepção, no pavimento superior, a parte íntima da família e, finalmente, a edícula.
No acesso formal, tinha um vestíbulo com cinco portas, para distribuir o fluxo de pessoas e evitar também que elas não adentrassem espaços nos quais não foram requisitadas. A primeira porta da lateral direita era usada para o patrão conduzir um cliente ou amigo para o escritório. As visitas à senhora eram conduzidas pela porta do salão ou da sala de música e para uma recepção maior, usava-se o hall, levando os convidados direto para a sala de jantar. A área de serviço isolada era ligada apenas à sala de jantar.
O casarão contava com duas escadarias que levavam ao primeiro andar, reservado à vida pública e o segundo à intimidade e assim por diante. A escadaria de serviço permanece na estrutura do imóvel até hoje. Nas composições arquitetônicas da época, escadarias eram colocadas como elementos cenográfico, no qual os donos da casa se apresentavam, de maneira elegante, aos seus convidados.
Durantes os anos, o imóvel passou por diversas alterações, mas preservou sua tipologia original.

### Tombamento

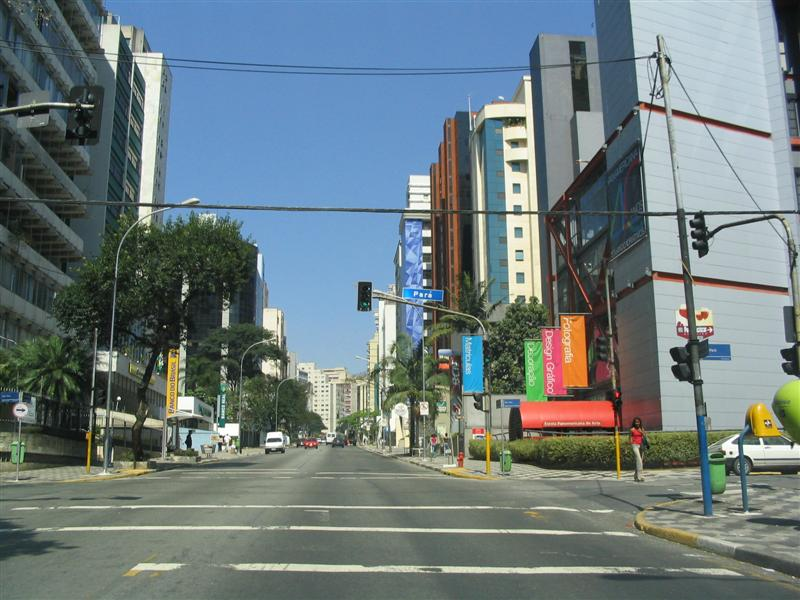
O casarão de Dona Sebastiana de Sousa Queirós fica localizado na Av. Angélica, 626

O imóvel ficou congelado desde 2002, quando o Conselho Municipal de Preservação do Patrimônio Histórico, Cultural e Ambiental da Cidade de São Paulo decidiu pela abertura de seu processo de tombamento, por meio da por meio da Resolução nº 23/CONPRESP/2002, tendo o seu valor cultural reconhecido. Em julho de 2015, o Conselho Municipal de Preservação do Patrimônio Histórico, Artístico, Paisagístico e Cultural (CONPRESP) divulgou a RESOLUÇÃO Nº 16, considerando o valor cultural, histórico, arquitetônico e artístico do imóvel; o interesse arquitetônico-histórico-cultural de salvaguardar estas obras para transmiti-las como herança às sociedades futuras. Considerando a residência como importante exemplar da arquitetura residencial paulista e precursora da ocupação do bairro do Higienópolis.
No documento, é resolvido no 1° artigo o tombamento do imóvel. Além de definir os Níveis de Proteção (NP) para os edifícios que integram o conjunto arquitetônico da “Casa de Dona Sebastiana de Sousa Queirós”. No edifício principal, deverão ser preservadas as características arquitetônicas externas e internas. Sobre a edícula, ficou determinado a preservação das características externas, como fachadas e volumetria.

## Atualmente
Desde 2010, o imóvel é ocupado pela superintendência paulista do Instituto do Patrimônio Histórico e Artístico Nacional (Iphan). A entidade é uma autarquia federal ligada ao Ministério da Cultura responsável pela preservação do Patrimônio Cultural Brasileiro, além de manter seguro e promovido os bens culturais do Brasil, garantindo sua existência e a possibilidade de uso das gerações atuais e do futuro.
O Iphan é formado por 27 Superintendências (uma por Unidade Federativa); 28 Escritórios Técnicos, a maior parte em cidades que são conjuntos urbanos tombados, ou seja, as Cidades Históricas; e, também, cinco Unidades Especiais, sendo quatro delas no Rio de Janeiro: Centro Lucio Costa, Sítio Roberto Burle Marx, Paço Imperial e Centro Nacional do Folclore e Cultura Popular; e, uma em Brasília, o Centro Nacional de Arqueologia.